# أليكس غيبني
أليكس غيبني (بالإنجليزية: Alex Gibney) (و. 1953  م) هو مخرج أفلام، وكاتب سيناريو، ومنتج أفلام أمريكي، ولد في نيويورك.

## التعليم
تعلم في جامعة ييل.

## جوائز
حصل على جوائز منها:
- جائزة نقابة الكتاب الأمريكية
- جائزة إيمي.

## وصلات خارجية
- أليكس غيبني على موقع IMDb (الإنجليزية)
- أليكس غيبني على موقع ألو سيني (الفرنسية)
- أليكس غيبني على موقع ميوزك برينز (الإنجليزية)
- أليكس غيبني على موقع أول موفي (الإنجليزية)
- أليكس غيبني على موقع قاعدة بيانات الأفلام السويدية (السويدية)
- أليكس غيبني على موقع ديسكوغز (الإنجليزية)
- أليكس غيبني على موقع قاعدة بيانات الفيلم (الإنجليزية)
- أليكس غيبني على موقع كينوبويسك (الروسية)